# 贝内迪克特·西于尔兹松·格伦达尔
贝内迪克特·西于尔兹松·格伦达尔（1924年7月7日—2010年7月20日），冰岛社会民主党（Alþýðuflokkurinn）人，冰岛总理（1979年－1980年）。
1956年到1982年当选阿尔庭议员，1974年领导社会民主党，1978年任外交部长，1979年任总理兼外交部长，他的政府是少数派政府。
他参加了1966年的联合国大会。1982年离开政治舞台后先后任冰岛驻瑞典和芬兰的大使。在斯德哥尔摩居住多年后，他担任远东地区包括澳大利亚、中国、韩国和日本的无任所大使。后两年担任冰岛驻联合国代表，1991年退休回国，2010年7月20日去世。